# Rolpaal Warffum
De rolpaal bij Warffum in de Nederlandse provincie Groningen, is een rijksmonument.

## Beschrijving
De 19e-eeuwse rolpaal werd geplaatst aan het jaagpad bij het Warffumermaar. Dergelijke palen werden gebruikt als hulpmiddel bij het jagen van schepen.
De circa 2,20 meter hoge paal bestaat uit een ijzeren balk met I-profiel en een afgeschuinde top. De paal is geel geschilderd, de houten rol is zwart. De geleidebeugel heeft aan de bovenzijde een sierkrul.

## Monumentenstatus
De rolpaal werd in 1973 als rijksmonument in het monumentenregister ingeschreven.

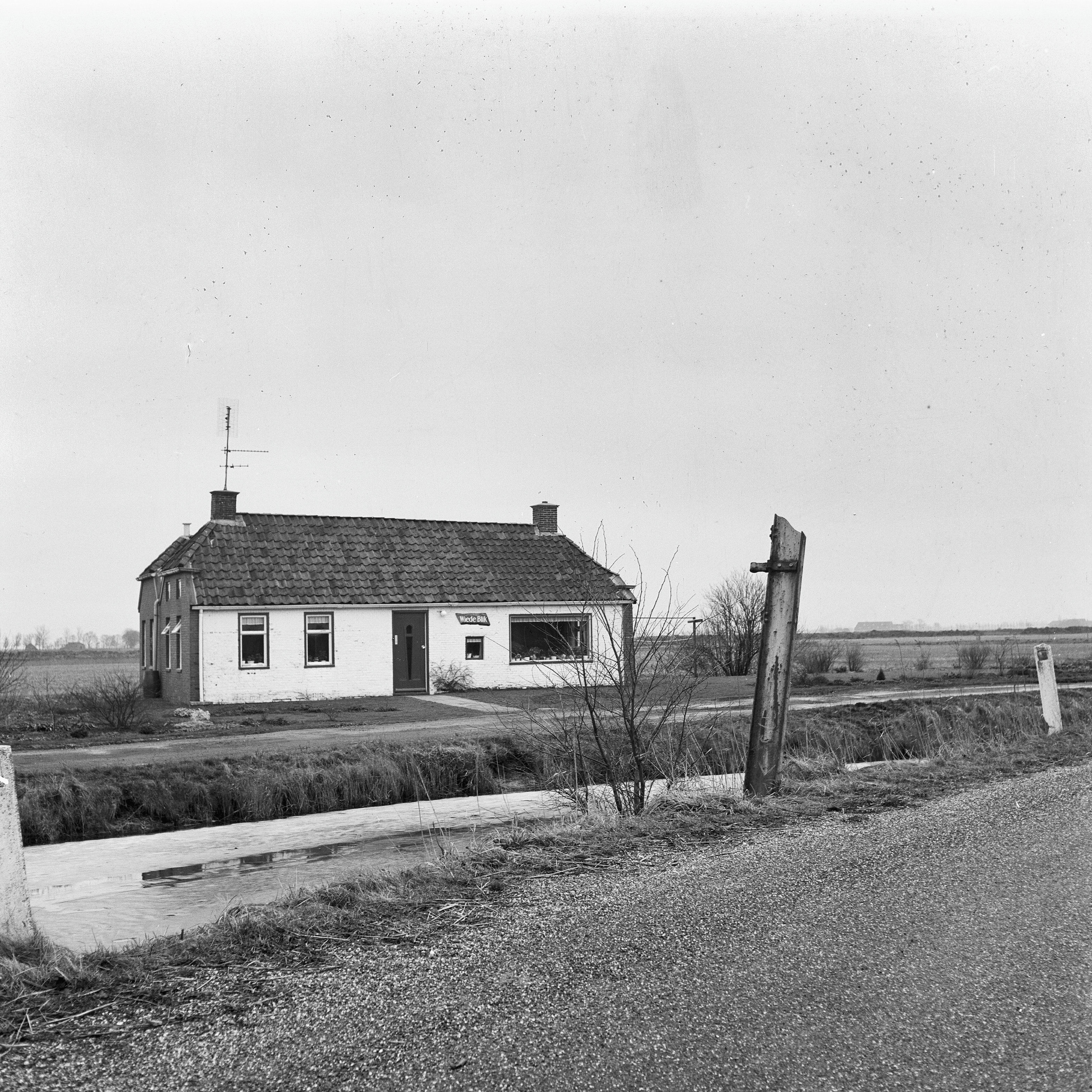
Voormalige jaagpaal tegenover Onderdendamsterweg 6 Warffum (Herma M. van den Berg, 1970)

## Andere rolpalen
Langs de Warffumermaar staan verder twee rolpalen in Onderdendam:
- ten oosten van hoek met het Boterdiep en ten westen van Molenpad 3 Onderdendam
- ten noorden van de jachthaven nabij Warffumerweg 14 Onderdendam

Vroeger stonden er nog meer rolpalen:
- Tot begin jaren 1970 stond er noordelijker nog een rolpaal tegenover Onderdendamsterweg 6 Warffum ('Wiede Blik')
- Ook elders stond er toen nog een paal, getuige deze foto.
- Verder is een rolpaal in het bezit gekomen van Openluchtmuseum Het Hoogeland waarvan de oorspronkelijke locatie onbekend is.[1]

Het monument Het jagertje van Fred Mennens, aan de Uiterdijk in Onderdendam, laat een vrouwelijke scheepsjager bij een rolpaal zien.